# Доминик Симоне
Доминик Симоне (англ. Domonique Simone, род. 18 июня 1971 года) — сценический псевдоним порноактрисы афро-американского происхождения Дейдре Морроу англ. Deidre Morrow. Является членом Зала славы AVN.

## Биография
В возрасте 17 лет Симоне получила стипендию в Институте дизайна и мерчандайзинга моды. Отец Симоны погиб в автомобильной катастрофе до её рождения, а мать не участвовала в воспитании. Симону воспитывала бабушка-баптистка.

## Карьера
В возрасте 18 лет, в 1989 году, Симоне откликнулась на объявление о поиске моделей и вскоре очутилась на съёмках для порнографических журналов, таких как Hustler и Players.
Симоне известна как одна из лучших чернокожих звезд в бизнесе, сыгравшая главные роли в более чем 200 фильмах 1990-х годов. Её специальностью были лесбийские сцены. На протяжении карьеры у неё были большие грудные имплантаты.
Появлялась в некоторых видеоклипах таких исполнителей, как Snoop Dogg, Брайан Макнайт и Монтелл Джордан.
С 2006 года Симоне ушла из индустрии для взрослых, работает кредитным инспектором и воспитывает двоих детей.

## Награды
- 2007 — Зал славы AVN